# Agege
Agege ist eine Local Government Area im Bundesstaat Lagos. Sie hat etwa 51.911 Einwohner pro Quadratkilometer und gehört damit zu den am dichtesten besiedelten Local Government Areas.
Am 3. Juni 2012 stürzte der Dana Air-Flug 992 beim Versuch, auf dem Murtala Muhammed International Airport zu landen, in ein Wohnhaus in Agege und tötete alle 153 Menschen an Bord sowie 10 weitere Personen am Boden.
Die Lagos State University befindet sich in Agege.